# Autobianchi Bianchina
Autobianchi Bianchina är en småbil från den italienska biltillverkaren Autobianchi, tillverkad mellan 1957 och 1969.

## Teknik
Autobianchis första bilmodell var baserad på tekniken från Fiat 500. Bianchinan marknadsfördes dock som lite mer exklusiv, med rikligare utrustning och fler karossalternativ: Berlina (sedan), Trasformabile (cabriocoach), Cabriolet, Panoramica (kombi) och Furgoncino (skåpbil).

### Motor
| Årsmodell | Motor              | Cylindervolym | Effekt     | Bränslesystem   |
| --------- | ------------------ | ------------- | ---------- | --------------- |
| 1957-59   | 2-cyl radmotor ohv | 479 cm³       | 15-16,5 hk | Enkel förgasare |
| 1960-69   | 2-cyl radmotor ohv | 499 cm³       | 17,5-21 hk | Enkel förgasare |

## Bilder

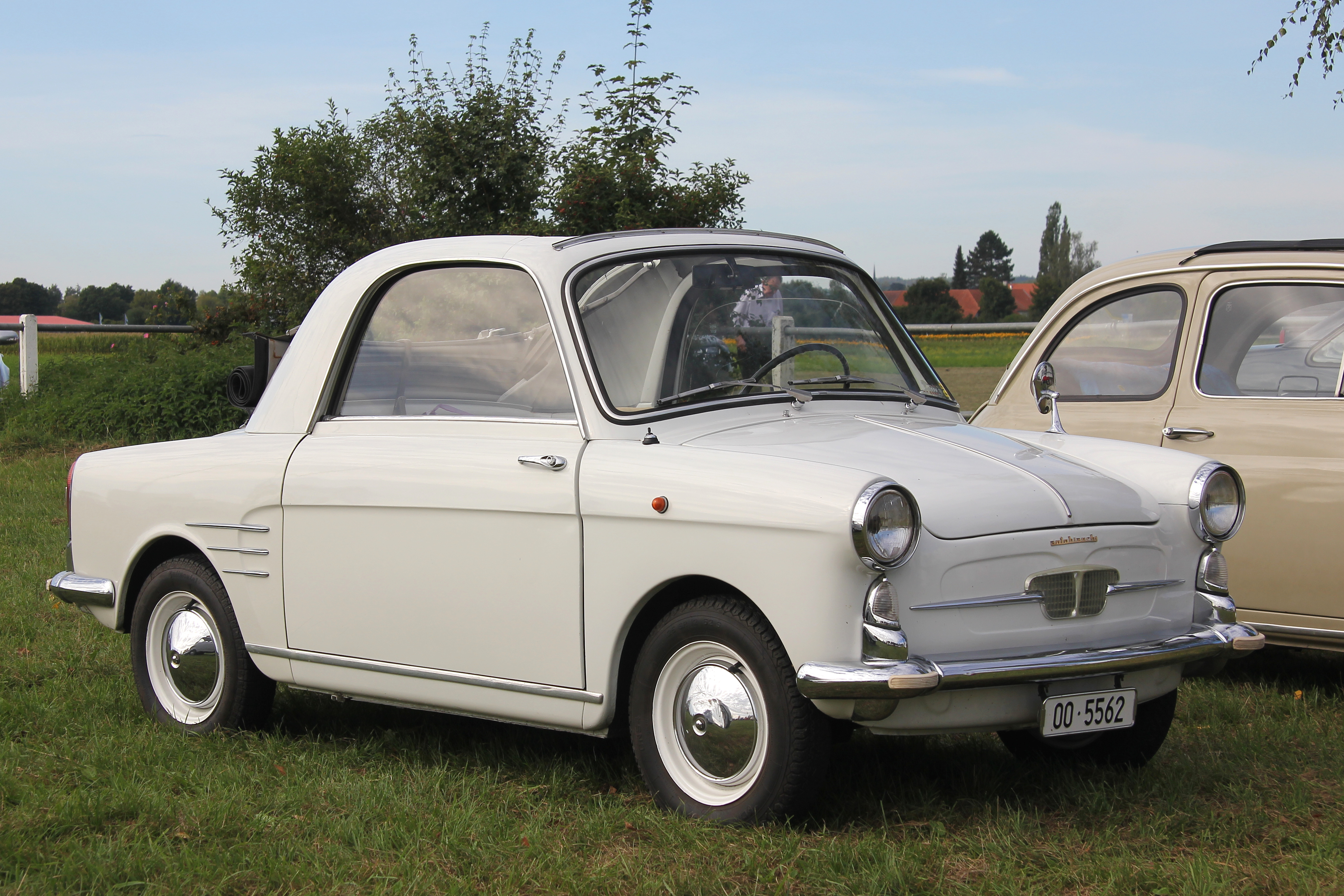
Trasformabile
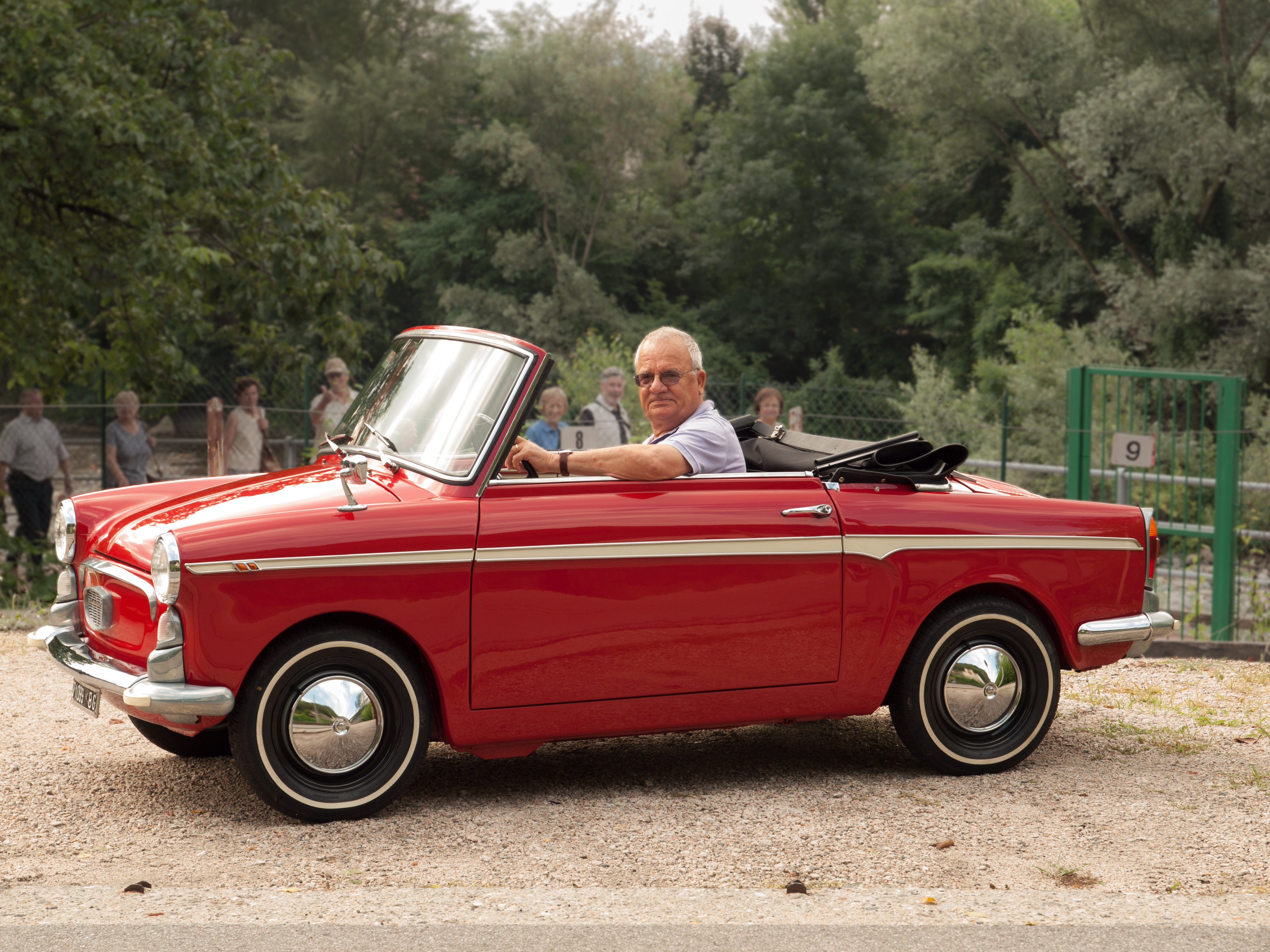
Cabriolet
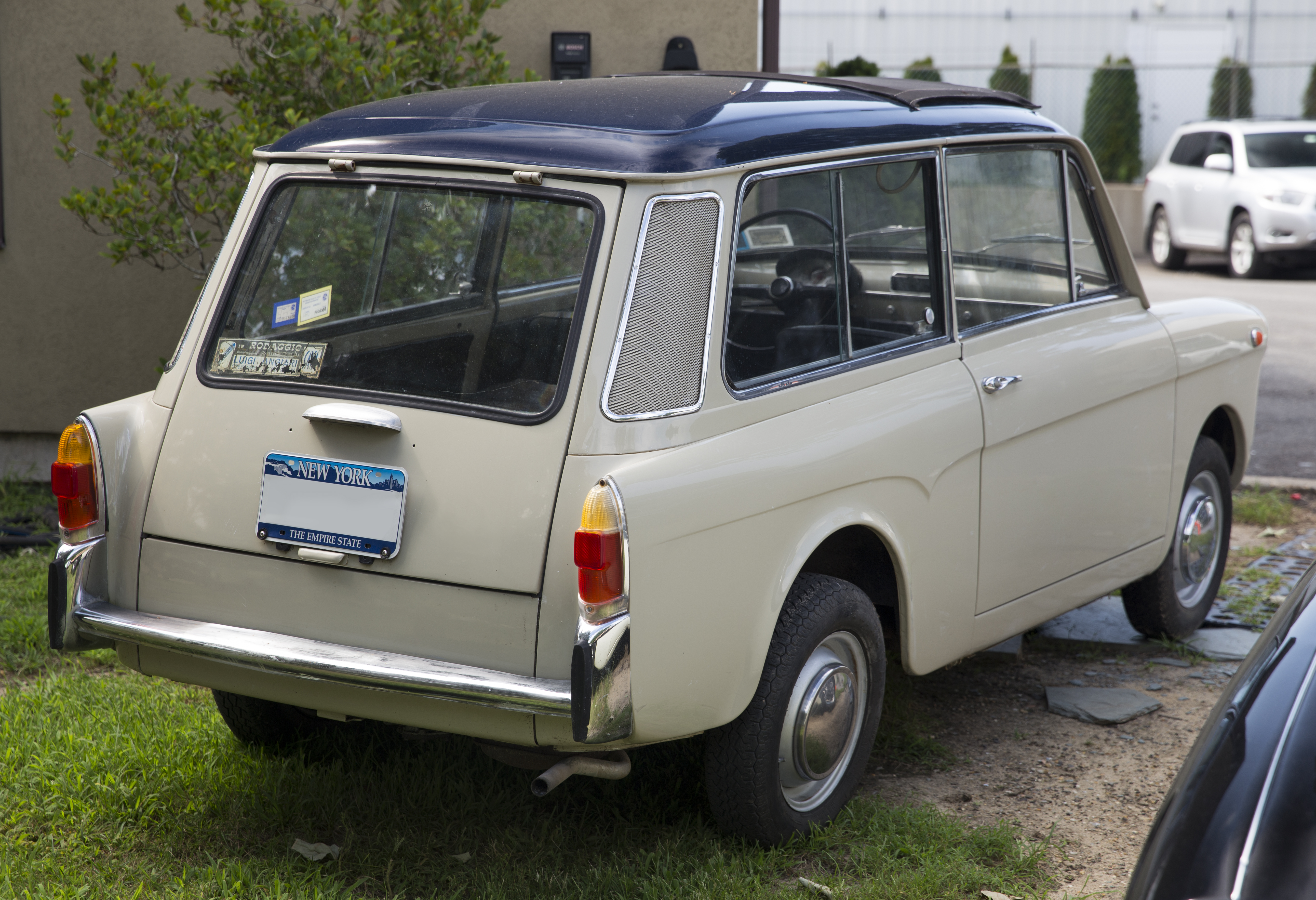
Panoramica
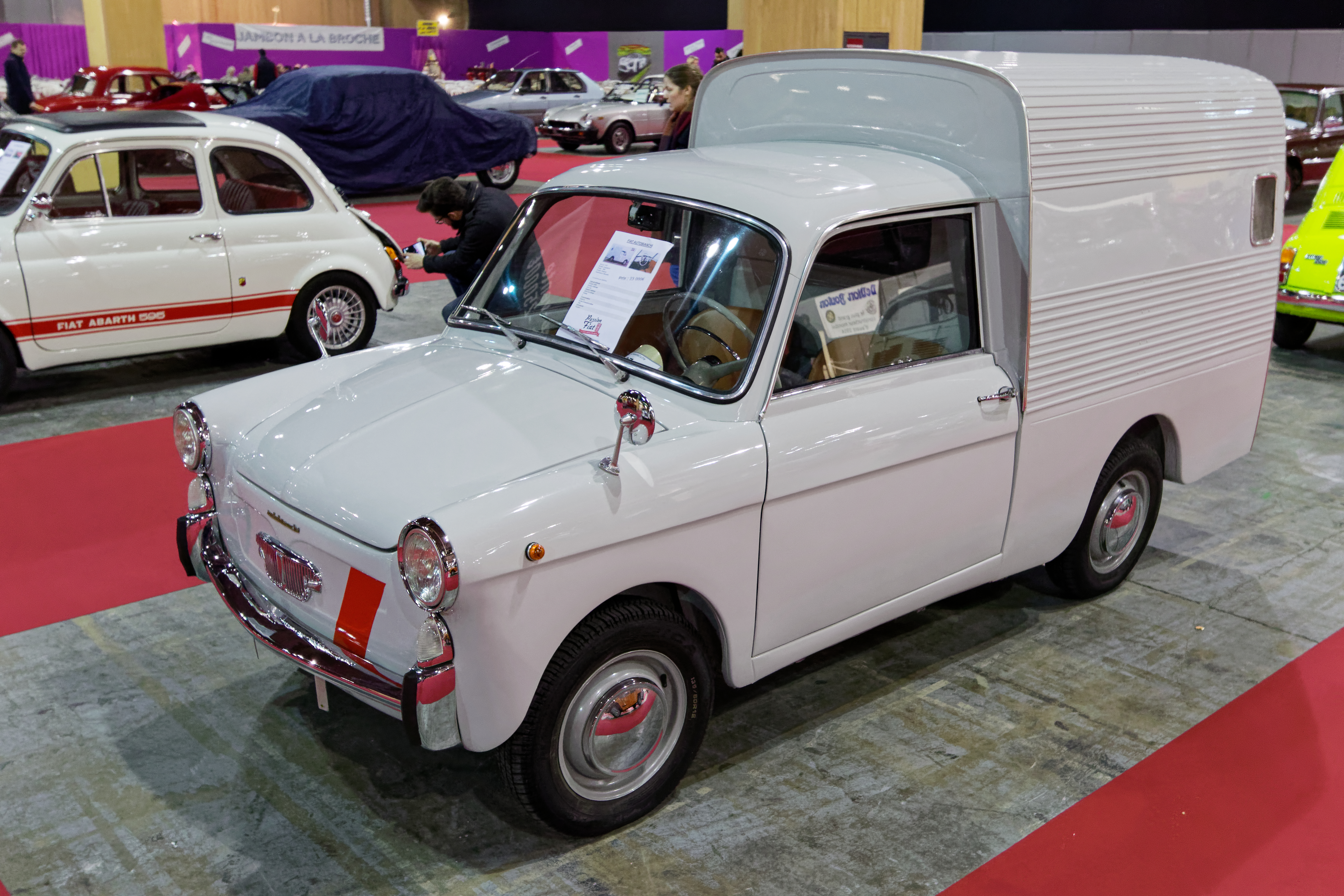
Furgoncino